# Theodor Schultz-Walbaum
Theodor Schultz-Walbaum (* 24. August 1892 in Gustedt/Harz; † 28. Oktober 1977 in Bremen) war ein deutscher Maler und Grafiker.

## Leben
Schultz-Walbaum war der Sohn des Pastors Schultz. Er ergänzte seinen Namen um den Geburtsnamen seiner Mutter. Er studierte an der Technischen Hochschule Hannover und an Kunstschulen in Hannover und Hamburg. Nach dem Ersten Weltkrieg wohnte er in Bremen und heiratete 1930 seine Frau Gertrud, geb. Pahlke; mit ihr und der 1943 geborenen Tochter Ulrike lebte er bis zu seinem Tod zuletzt (ab 1937) in seinem 'Künstlerhäuschen' am Deich in Bremen-Grolland.
Er verfasste Nachdichtungen von antiken, biblischen und chinesischen Texten und schuf dazu die Holzschnittillustrationen. Er war als Graphiker sowie Maler tätig und fertigte viele Holzschnitte, u. a. für öffentliche Bauten. Er pflegte einen bodenständigen Stil mit einer sehr eigenen Note. Seine Kunstauffassung war Ausdruck einer überreichen inneren Welt und seiner durch vielfältige geistige Interessen geprägten freien Weltanschauung.
An der Gestaltung der Böttcherstraße wirkte er mit und arbeitete eng mit dem Architekten Eduard Scotland zusammen. 1930 beauftragte ihn Ludwig Roselius mit der Gestaltung der Geschichte Robinson Crusoes, die 6 großformatigen Holzschnitt-Tafeln hängen im Robinson Crusoe Haus in der Böttcherstraße zu Bremen.
1934 wurde Schultz-Walbaum Professor an der Nordischen Kunsthochschule.

## Werke

Signatur Schultz-Walbaums auf dem Bremen-Panorama. Ein ineinandergeschlungenes TSW.

- Herbst und Hoffnung. (Robinsonzyklus, Bremen, Böttcherstraße, Robinson-Crusoe-Haus, Tafel 5), 1930, Holzschnitt-Tafelmalerei
- Hermes. Um 1930, Holzschnitt
- Bremen-Panorama. Um 1920, Holzschnitt

Gedruckte Werke
- Der Weg. Gedichte mit Holzschnitten. Leuwer, Bremen 1920
- Die Offenbarung St. Johannis. In Original-Holzschnitten. [Einführung: Paul Rieß], Angelsachsen Verlag, Bremen 1921
- Aus kristallenem Meer. Gedichte. 1926
- Traum und Verhängnis der Menschen und Götter. Ausgewählte Gedichte des Ovid und Horaz. Übertragung in freier Nachdichtung und mit Holzschnitten illustriert von Theodor Schultz-Walbaum. Appel, Bremen 1967
- Der gefesselte Prometheus, 1972